# Harry Eriksson (bartender)
Karl Harry Eriksson, född 3 december 1917 i Stigtomta, död 20 september 1990 i Stockholm, var en svensk bartender som tävlade med sin drink Nordexpressen och vann det första världsmästerskapet någonsin i drinkblandning i Paris 15 maj 1953. 
I tävlingen deltog 14 länder med 54 deltagare. Nordexpressen består av lika delar Cinzano Dry vermouth, Cordial Medoc och Canadian Club whisky. (CordialMedoc är en smultronvermouth som inte längre finns att köpa men kan bytas ut mot något liknande.) Harry Eriksson arbetade från 1942 till 1967 på Operabaren i Stockholm med avbrott för de år då renovering pågick då han fanns i baren på Grand Hotel. Han gick den långa vägen från servitör till barchef och var under flera år aktiv i Sveriges Bartenders Gille som kassör. Han kallades för Sveriges nyktraste barmästare och var uppskattad av de många välkända gästerna. Prispokalen,  tidningsartiklar och foton finns på Vin & sprithistoriska museet i Stockholm.
Harry Eriksson är begravd på Skogskyrkogården i Stockholm.